# 奧比格利奧山
奧比格利奧山（英語：Mount Obiglio）是南極洲的山峰，位於瑪麗伯德地，處於格蘭特島中西部，海拔高度510米，由美國研究隊發現和繪入地圖，現時由南極條約體系管理。